# Sarit Hadad

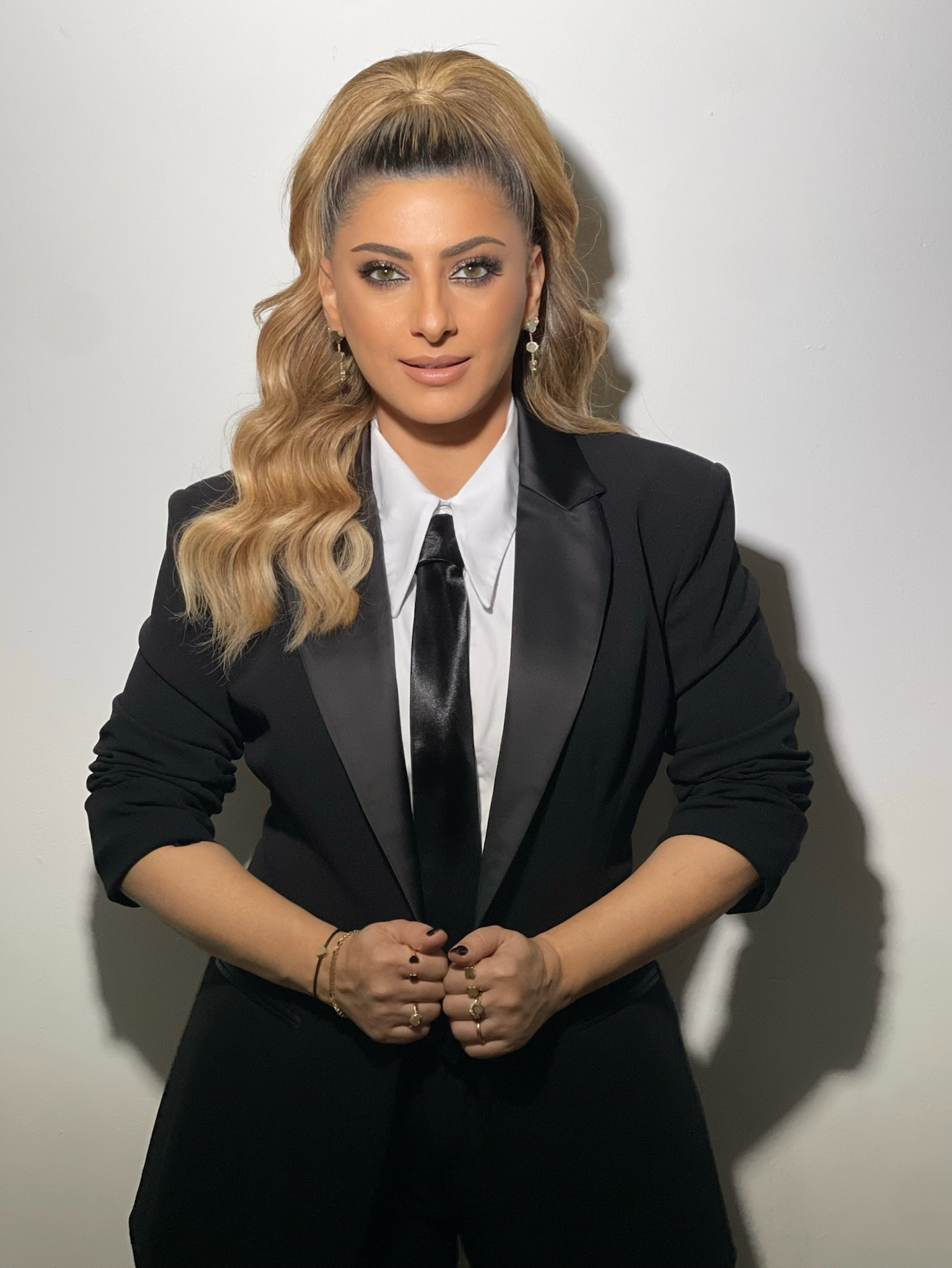
Sarit Hadad (2022)

Sarit Hadad (hebräisch שרית חדד, deutsche Umschrift: Sarit Chadad; * 20. September 1978 in Chadera, Israel als Sarah Chodedtow, hebräisch שרה חודדטוב) ist eine israelische Sängerin und Musikerin, die 2002 am Eurovision Song Contest teilnahm.

## Leben und Karriere
Mit acht Jahren trat sie in einem lokalen Club auf und spielte Klassische Musik auf dem Klavier. Sie brachte sich unter anderem selbst Orgel, Gitarre, Akkordeon und Darabuka bei. Sarit Hadad verbrachte den größten Teil ihrer Schulzeit an der Democratic School of Hadera. Im Alter von 15 schloss sie sich der Hadera Youth Band an.
Während ihrer Solo-Karriere veröffentlichte Hadad zahlreiche Gold- und Platin-Alben. Das im Jahr 2002 erschienene Album Girl of Love verkaufte sich innerhalb von zwei Tagen nach der Veröffentlichung etwa 80.000-mal. Im selben Jahr vertrat sie Israel beim Eurovision Song Contest mit dem Lied Light a Candle und erreichte damit den zwölften Platz.
Der Song Meusheret wurde im Jahr 2002 von der türkischen Sängerin Aşkın Nur Yengi unter dem Titel Çek Babam Çek gecovert. Im Jahr 2005 sang Hadad gemeinsam mit dem türkischen Sänger İbrahim Tatlıses auf seinem Konzert in Israel den Song Haydi Söyle.
Im September 2021 gab sie ihr Coming-out bekannt.

## Diskografie

### Alben
- 1995: Spark of life (ניצוץ החיים)
- 1997: The Road I Chose (הדרך שבחרתי)
- 1997: Was singing in Arabic (שרה בערבית)
- 1998: Law of Life (חוק החיים)
- 1999: Like Cinderella (כמו סינדרלה)
- 2000: Doing What I Want (לעשות מה שבא לי)
- 2001: Sweet Illusions (אשליות מתוקות)
- 2002: Girl of Love (ילדה של אהבה)
- 2003: Only Love Will Bring Love (רק אהבה תביא אהבה)
- 2004: Celebration (חגיגה)
- 2005: Miss Music (מיס מיוזיק)
- 2006: Princess of Happiness (for children) (נסיכה של שמחה)
- 2007: The One Who Watches Over Me (זה ששומר עליי)
- 2009: The Race of Life (מרוץ החיים)
- 2011: 20
- 2013: Days of joy – Part One ('ימים של שמחה – חלק א)
- 2014: Days of joy – Part Two ('ימים של שמחה – חלק ב)
- 2015: Sarit Hadad (שרית חדד)
- 2017: Sara Shara (שרה שרה)
- 2022: 24

### Livealben
- 1996: Live in France (הופעה חיה בצרפת)
- 1999: Live at Heichal Hatarbut (ההופעה בהיכל התרבות)
- 2010: The Race of Life – Live at Caesarea 2009 (שרית חדד בקיסריה, מרוץ החיים)
- 2014: Once in a Lifetime – Live Performance at Bloomfield Stadium (mit Eyal Golan & Nikos Vertis)
- 2023: Caesarea Live 2022 (EP)
- 2023: Menora Live 2023 (EP)

### Kompilationen
- 2008: The Beat Collection (האוסף הקצבי)
- 2008: The Smooth Collection (האוסף השקט)
- 2008: The Compilation (האוסף)
- 2012: The Best (המיטב)

### EPs
- 2024: 8
- 2025: אימפריות של שקרים

### Videoalben
- The Show (Like Cinderella)
- In the Temple (Doing What I Want)
- In Caesarea (Sweet Illusions)
- Child of Love (in Caesarea)
- Only Love Will Bring Love (in Caesarea)
- Celebration (in Caesarea)
- All the Happy People (in Caesarea)
- Princess of Joy (For Kids)

### Singles (Auswahl)
- 1999: Kmo Cinderella (כמו סינדרלה)
- 2000: Meusheret (מאושרת)
- 2001: Kshae Alev Boche (כשהלב בוכה)
- 2001: Yala Lech Habayta Moti (יאללה לך הביתה מוטי)
- 2002: Ata totach (אתה תותח)
- 2002: Light a Candle
- 2003: Kzat Meshugat (קצת משוגעת)
- 2004: Bachom Shel Tel Aviv (בחום של תל אביב)
- 2004: The Secret (הסוד) (mit Subliminal & The Shadow)
- 2004: Celebrate (mit Offer Nissim)
- 2007: Amsiba (המסיבה) (Sample von Zombie Nation – Kernkraft 400)
- 2007: Hofshia (חופשייה)
- 2007: Sameach (שמח)
- 2009: Meroz Hachaim (מרוץ החיים)
- 2011: Emeis Oi Dio Tairiazoume (mit Nikos Vertis)
- 2013: Baby Can I Hold You (mit Red Band)
- 2014: Al Toahv Oti (אל תאהב אותי) (Original: Silva Gunbardhi – Te Ka Lali Shpirt)
- 2015: Hikiti Lo (חיכיתי לו)
- 2016: Lama Li (למה לי)
- 2016: Amen (אמן)
- 2019: Shufuni (mit Offer Nissim)
- 2020: בלב אחד (סלאם עליכום) (mit Netta)
- 2021: Kacha Bli Shalom (ככה בלי שלום) (mit Osher Cohen)
- 2021: Ahava Kmo Shelano (אהבה כמו שלנו)